# Кавтарадзе, Нодар Малхазович
Нодар Малхазович Кавтарадзе (2 января 1993, Москва, Россия) — российский футболист, полузащитник.

## Биография
Воспитанник московского «Локомотива». На профессиональном уровне начал выступать за фарм-клуб «Локомотива» «Локомотив-2». Дебютировал в ПФЛ 22 апреля 2012 года в матче против тверской «Волги», выйдя на замену на 71-й минуте матча вместо Максима Бузникина. В июле 2014 года, после расформирования «Локомотива-2», перешёл в клуб ФНЛ «Тюмень». Во второй половине 2016 года выступал за клуб ЛФЛ «Росич».
22 июня 2019 года перед домашним матчем 19-го тура Чемпионат Грузии против «Сиони», игроки кутаисского «Торпедо», в том числе и имеющий российское гражданство Кавтарадзе, надели майку с надписью: «Я из Грузии, и моя страна оккупирована Россией»
26 июня перешёл в «Динамо» Тбилиси.